# Fortaleza de São João
La Fortaleza de São João da Barra do Rio de Janeiro, también denominada Fortaleza de São João' o Fuerte São João, es una antigua fortificación ubicada en la costa oeste de la bahía de Guanabara, en el actual barrio de Urca, en la ciudad de Río de Janeiro, Brasil.
Actualmente, en virtud del decreto Nº 7,809, del 20 de septiembre de 2012, es la sede del Centro de Capacitación Física del Ejército subordinada al Departamento de Educación y Cultura del Ejército.

## Historia

### Antecedentes: la várzea de São Martinho
La llanura ubicada entre el Morro Cara de Cão y el Morro do Pão de Açúcar fue ocupada por las fuerzas - unos trescientos hombres desembarcados de cinco navíos - del primer gobernador de la capitanía de Río de Janeiro, Estácio de Sá quien fundó allí la ciudad de São Sebastião do Rio de Janeiro el 1 de marzo de 1565, en el contexto de la lucha para expulsar a los ocupantes franceses de la bahía de Guanabara. El padre jesuita José de Anchieta describió los primeros pasos en una carta de ese mismo año a sus superiores en el reino:

(...) Logo ao seguinte dia, que foi o último de Fevereiro, ou primeiro de Março, começaram a roçar a terra com grande fervor e a cortar madeira para a cerca, sem querer saber dos Tamoios nem dos Franceses, mas como quem entrava em sua terra (...)
(...) Al día siguiente, que fue el último de febrero, o el primero de marzo, comenzaron a pastorear la tierra con gran fervor y a cortar madera para la cerca, sin preocuparse de los tamoios ni de los franceses, sino como quien entraba en su propia tierra (...)

Y añade, sobre el progreso de esta defensa:

Já à minha partida tinham feito muitas roças em derredor de [sic] cerca, (...); tinham já feito um baluarte mui forte de taipa de pilão com muita artilharia dentro, com quatro ou cinco guaritas de madeira e de taipa de mão, todas cobertas de telha que trouxe de São Vicente e faziam-se outras e outros baluartes, e os Índios e Mamelucos faziam já as suas casas de madeira e barro, cobertas com umas palmas feitas e cavadas como calhas e telhas, que é grande defensão contra o fogo. Os Tamoios andavamse [sic] ajuntando para dar grande combate na cerca.
Cuando me fui, ya habían hecho muchos campos alrededor [sic] de la cerca, (... ); ya habían construido un bastión muy fuerte de adobe con mucha artillería dentro, con cuatro o cinco garitas de madera y tierra apisonada, todo cubierto con tejas que traje de São Vicente, y se estaban construyendo otros bastiones, y los indios y mamelucos ya estaban haciendo sus casas de madera y barro, cubiertas con palmas hechas y cavadas como canalones y tejas, que es una gran defensa contra el fuego. Los tamoios estaban [sic] reuniéndose para presentar una gran batalla en la cerca.

Se cree que este primitivo reducto, bajo la advocación de São Martinho, defendía la parte terrestre. Resistió el primer combate naval y terrestre contra los indígenas el 1 de junio de 1565. Más tarde, con la definitiva victoria portuguesa sobre los franceses, se trasladó al Morro do Castelo en 1567, sin que la defensa de la costa se descuidara.

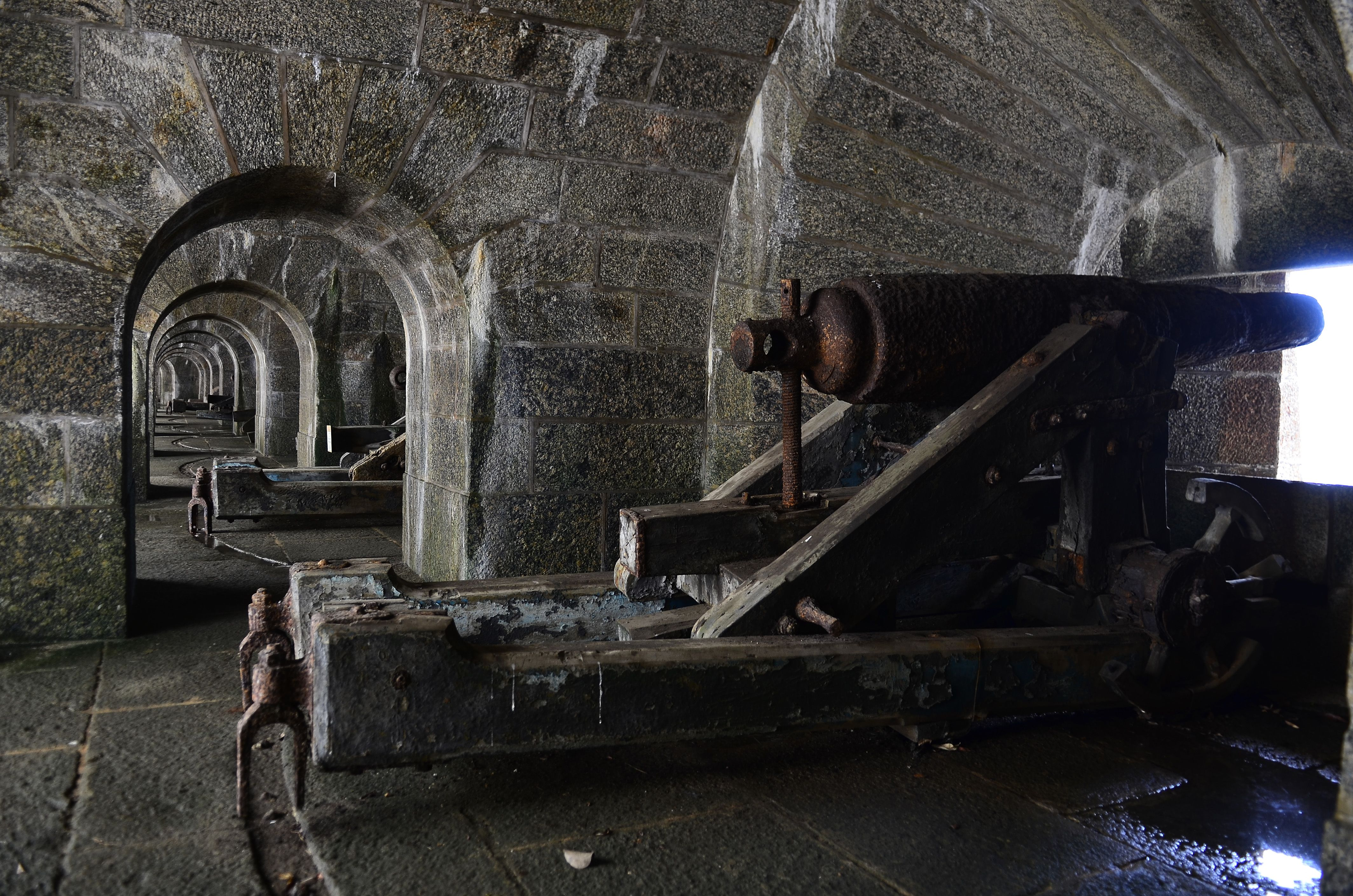
La Fortaleza de São José, enteramente de piedra labrada, forma parte integrante del "sitio histórico de la Fortaleza de São João", en la entrada de la bahía de Guanabara (Tânia Rêgo/Agência Brasil)

### Las fortalezas de São Teodósio, São José y São Diogo
El fuerte o "reducto de São Martinho" fue reforzado durante el gobierno de Salvador Correia de Sá (1568-1572) con la adición de la batería o "fortaleza de São Teodósio" (1572), en la punta del mismo nombre. Durante el segundo gobierno de Salvador Correia de Sá (1577-1599), se erigió el "reducto de São José" (1578), a horcajadas sobre la costa de la bahía de Guanabara. Con la finalización del "reducto de São Diogo" (24 de junio de 1618), el complejo entró oficialmente en servicio con el nombre de "Fortaleza de São João da Barra do Rio de Janeiro", cruzando fuegos con la fortaleza de Santa Cruz da Barra y el Fuerte de Laje. El complejo contaba con treinta piezas de artillería de diversos calibres, que conservó en la época del gobernador Duarte Correia Vasqueanes (1645-1648). Fue cartografiado por João Teixeira Albernaz, o velho (Capitania do Rio de Janeiro, 1631. Mapoteca do Itamaraty, Rio de Janeiro), que sólo registra la fortificación de São Martinho defendiendo el lado de tierra y el "Forte de S. y.ª" [fuerte de São João], en el lado del mar. También es representado como el fuerte de São João por Manuel Vaz Pereira ('Demonstração da barra do Rio de Janeiro e planta da Lage, 1645. Arquivo Histórico Ultramarino, Lisboa), de João Teixeira Albernaz, o moço (Aparência do Rio de Janeiro, 1666. Mapoteca do Itamaraty, Río de Janeiro) y marcada por Andreas Antonius Horaty (Rio di Gennaro, c. siglo XVIII. Museo Histórico Nacional, Río de Janeiro).
Sus defensas fueron reforzadas por el gobernador de la capitanía, Sebastião de Castro Caldas (1695-1697). Con el apoyo de la fortaleza de Santa Cruz, rechazó a la escuadra del corsario francés Jean-François Duclerc el 6 de agosto de 1710. Desarmada tras el éxito por orden del gobernador Francisco de Castro Morais (1710-1711), poco pudo hacer contra la invasión de dieciocho navíos, 740 piezas de artillería, diez morteros y 5.764 hombres por el corsario francés René Duguay-Trouin en septiembre de 1711. Sin embargo, una fuente francesa contemporánea señala que habían  veinte piezas para la batería de São Teodosio (contabilizada como fuerte) y para el fuerte São João, cuarenta y cuatro. Las defensas del morro de São João, en la época, eran de tierra (Planta das Fortalezas de terra no morro de S. João, barra do Rio de Janeiro, 1730. AHU, Lisboa), y estaban representadas en otros dos planos (Planta del Fuerte de São Diogo en la barra de Río de Janeiro, 1730; Planta del fuerte de São João en la barra de Río de Janeiro, 1730. AHU, Lisboa).
El "“Informe de Marquês de Lavradio, Virrey de Río de Janeiro, entregando el gobierno a Luís de Vasconcelos e Sousa, que le sucedió en el virreinato”, fechado en Río de Janeiro el 19 de junio de 1779, dice:

Reedifiquei as defesas da fortaleza de S. João: fiz-lhe algumas de novo, e puz-lhe mais francas as suas comunicações, e projetei uma obra semelhante à da Praia de Fora na praia que fica encostada ao Pão de Açúcar, e encostada à fortaleza. Esta é feita de terra e faxina, pelo tempo não dar lugar a ser construída de outra forma. Estava já com bastante adiantamento quando chegou o tratado da paz, parei com aquele trabalho, e se acha no estado em que V. Exa. verá.
He reconstruido las defensas de la fortaleza de S. João: le he hecho algunas nuevas, y he hecho más abiertas sus comunicaciones, y he proyectado una obra semejante a la de Praia de Fora en la playa que está junto al Pan de Azúcar, y al lado de la fortaleza. Éste es de tierra y barro, porque el tiempo no permite construirlo de otra manera. Estaba ya muy avanzada cuando llegó el tratado de paz, yo paré esa obra, y está en el estado que veréis.

Figura como "São João, com dois fortes" en el Mapa das Fortificações da cidade do Rio de Janeiro e suas vizinhanças, que es parte de las Memórias Públicas e Econômicas da cidade de São Sebastião do Rio de Janeiro para uso do Vice-Rei Luís de Vasconcelos, por observações curiosas dos anos de 1779 até o de 1789 Este segundo documento (mapas y tablas) se encontraba originalmente como apéndice del primero.

### ElsigloXIX
En la época imperial, durante el período de regencia, el decreto del 24 de diciembre de 1831 ordenó la reducción de su armamento dejando sólo siete piezas en la batería inferior pero sin personal para tripularlas. En 1838 estaba armada con 55 piezas y guarnecida por 770 soldados bajo el mando del comandante Teodoro de Macedo Sodré. En sus instalaciones se fundó la Escuela de Aplicación del Ejército (1855), embrión de la Escuela Militar hasta que se decidió construir un edificio específico para tal fin en Praia Vermelha (1857). La fortaleza permaneció, sin embargo, como dependencia de la escuela, guarnecida por tres o cuatro soldados inválidos que vivían cerca de la antigua batería de São Diogo.
En el contexto de la cuestión Christie (1862-1865), fue representada por el capitán Raymundo M. de Sepúlveda Everard (Plano da Fortaleza de S. João e das baterias que deffendem a Barra, 1863. Arquivo Histórico do Exército, Río de Janeiro), copia manuscrita de un original de 1794, y el primero de un conjunto de planos de defensa de la ciudad, compuesto por cuatro mapas. Registra las diversas estructuras que componían la fortaleza en la época, a saber:
- la fortaleza de San Juan, con sus baterías y edificios dispuestos orgánicamente a lo largo de la ladera;
- la Casa de la Pólvora, en lo alto de la colina (actual Batería Elevada);
- la batería de San Tadeo [San Teodosio], en dos niveles;
- las baterías de San José (dos), con un edificio (¿Casa da Pólvora?); y
- los restos del baluarte erigido en 1794, cerrando la playa salvaje de San José (actual praia de Fora).

En ese contexto fue considerada como una fortificación de primera clase por el Ministerio de Guerra el 7 de abril de 1863, y sus defensas fueron reforzadas con la construcción de diecisiete casamatas "estilo Haxo" sobre la antigua "fortaleza de São José" y, sobre éstas, una batería cruzando fuegos con la fortaleza de Santa Cruz da Barra, modernizada del mismo modo. El complejo se completó con un "polvorín de municiones" y se armó con quince cañones Whitworth de 127 mm (1863) y un obús Krupp de 150 mm (1872). En 1868 se remodelaron los cuarteles e instalaciones hidráulicas y la fortaleza contaba con 34 piezas de artillería. En 1885 estaba guarnecida por el Cuerpo de Aprendices de Artilleros y armada con 41 cañones de largo alcance, uno de ellos un Armstrong de 280 mm (1874).

### Desde la revuelta de la Armada hasta nuestros días
Intercambió disparos con el acorazado Aquidabã (capitán de la marina brasileña de la época) y los cruceros Javari y Trajano, de las catorce a las dieciséis horas del 30 de septiembre de 1893, al estallar la revuelta de la Armada (1893-1894), con el cañón de 280&nbsp. El cañón Armstrong de 280 mm (el "Vovô") fue disparado por cadetes de la Escuela Militar de Praia Vermelha. Los daños causados por este episodio fueron reparados en 1895. El mismo autor menciona que durante el gobierno de Mallet al frente del Ministerio de Guerra (1900-1901), se proyectaron y construyeron dos baterías enmascaradas, una armada con cañones Krupp C/15 L/40 (Batería Mallet), inaugurada el 2 de diciembre de 1901, y otra, armada con un cañón Krupp C/15, un Krupp C/12 y un Armstrong calibre 550. También menciona que, en 1902, la batería Mallet recibió dos cañones más y que, en 1904, se inauguró un puente de hierro para el servicio de la fortaleza.
Estuvo guarnecido desde 1920 por varios grupos de artillería hasta enero de 1991, cuando se suprimió el Segundo Grupo de Artillería de Costa y se creó el Centro de Capacitación Física del Ejército. Actualmente también alberga la Escuela de Educación Física del Ejército, el Instituto de Investigación de Entrenamiento Físico del Ejército, la Escuela Superior de Guerra (creada en 1949) y el Museo del Deporte del Ejército. La Puerta de Armas de la fortaleza está catalogada por el Instituto del Patrimonio Histórico y Artístico Nacional desde 1938.
Desde 2002, se están llevando a cabo obras de restauración en el complejo, con fondos del BNDES, a través de un acuerdo con la Fundación Cultural del Ejército, incluyendo trabajos de seguridad (colocación de barandillas y muros en zonas de riesgo), renovación de los pisos que provocaban filtraciones en los techos y paredes de la batería São José, recuperación de los revoques y, en 2003, la restauración proyectada de ocho cañones dañados por el aire marino].
El 15 de marzo de 2007 se reabrió el antiguo puente de amarre de la playa interior de la fortaleza, que sirvió para abastecer la fortificación y apoyar la de la isla de Laje hasta alrededor de la década de 1920, cuando se promovió el terraplén que hoy forma el barrio de Urca. De este antiguo puente sólo quedó el muelle y su base en la playa, y se construyó una nueva pasarela en estructura de acero con una luz de 21 metros diseñada por la Dirección de Obras Civiles de la Armada. El nuevo puente recibió el nombre de Puente de Atraque Almirante Benjamim Sodré.
Entre los atractivos de la fortaleza se encuentran: una celda en la que supuestamente estuvo recluido Tiradentes a finales del siglo XVIII y el mojón fundacional de la ciudad que, visto desde arriba, forma una cruz de Malta.